# رایککا
رایککا (به انگلیسی: Rykka) (زاده ۱۳ مارس ۱۹۸۶) خواننده کانادایی-سوئیسی است.
او در مسابقه آواز یوروویژن ۲۰۱۶ نماینده سوئیس بود .